# ACN Siena 1904 2020-2021
Questa voce raccoglie le informazioni riguardanti l'ACN Siena 1904 nelle competizioni ufficiali della stagione 2020-2021.

## Stagione
Nella stagione 2020-2021 il Siena disputa il girone E del campionato di Serie D, raccoglie 53 punti con il quinto posto. Promosso il Montevarchi con 71 punti. Tre allenatori si sono alternati sulla panca senese, senza riuscire a prendersi la Serie C sul campo. Al termine del campionato però il Siena viene ripescato in Serie C a completamento degli organici. Bianconeri corsari in nove occasioni, con nove vittorie esterne a fronte di cinque sconfitte al Franchi. Le 48 reti segnate hanno avuto sedici marcatori diversi, il miglior realizzatore è stato Marco Guidone che ne ha firmate 15.

## Divise e sponsor
Il fornitore tecnico per la stagione 2020-2021 è Mizuno.
| 1ª divisa | 2ª divisa | 3ª divisa |

## Rosa
| N. |                               | Ruolo | Calciatore               |
| -- | ----------------------------- | ----- | ------------------------ |
| 1  | Italia (bandiera)             | P     | Filippo Gragnoli         |
| 2  | Italia (bandiera)             | D     | Roberto De Angelis       |
| 3  | Italia (bandiera)             | D     | Leonardo Terigi          |
| 4  | Italia (bandiera)             | C     | Francesco Agnello        |
| 5  | Italia (bandiera)             | D     | Marco Carminati          |
| 6  | Romania (bandiera)            | D     | Ricardo Farcas           |
| 7  | Italia (bandiera)             | C     | Gabriele Gibilterra      |
| 8  | Brasile (bandiera)            | C     | Gabriel Nunes            |
| 8  | Italia (bandiera)             | C     | Giuseppe D'Iglio         |
| 9  | Italia (bandiera)             | A     | Marco Guidone (capitano) |
| 10 | Macedonia del Nord (bandiera) | C     | Denis Mahmudov           |
| 11 | Argentina (bandiera)          | A     | Marcos Sartor            |
| 11 | Italia (bandiera)             | A     | Luca Orlando             |
| 12 | Italia (bandiera)             | P     | Gianmaria Marcocci       |
| 13 | Italia (bandiera)             | C     | Matteo Gerace            |
| 13 | Italia (bandiera)             | C     | Stefano Guberti          |
| 14 | Italia (bandiera)             | C     | Cristiano Bani           |
| 15 | Italia (bandiera)             | D     | Samuele Ruggeri          |
| 16 | Italia (bandiera)             | D     | Marco Crocchianti        |

| N. |                         | Ruolo | Calciatore         |
| -- | ----------------------- | ----- | ------------------ |
| 17 | Italia (bandiera)       | D     | Edoardo Bedetti    |
| 18 | Italia (bandiera)       | C     | Eros Schiavon      |
| 19 | Italia (bandiera)       | C     | Riccardo Ilari     |
| 20 | Italia (bandiera)       | A     | Luca Forte         |
| 21 | Nigeria (bandiera)      | C     | Adamo Haruna       |
| 22 | Italia (bandiera)       | P     | Davide Narduzzo    |
| 23 | Italia (bandiera)       | C     | Filippo Sette      |
| 25 | Italia (bandiera)       | C     | Roberto Danielli   |
| 29 | Italia (bandiera)       | A     | Fabio Paduano      |
| 31 | Italia (bandiera)       | P     | Gianmarco Leggiero |
| 33 | Italia (bandiera)       | C     | Alessandro Martina |
| 37 | Italia (bandiera)       | C     | Andrea De Falco    |
| 42 | Burkina Faso (bandiera) | C     | Aziz Abdoul Sare   |
| 44 | Lituania (bandiera)     | C     | Artūras Žulpa      |
| 45 | Italia (bandiera)       | A     | Guglielmo Mignani  |
| 69 | Croazia (bandiera)      | D     | Matej Pavlak       |
| 95 | Italia (bandiera)       | D     | Vincenzo Guarino   |
| 99 | Lituania (bandiera)     | A     | Rokas Krusnauskas  |

## Calciomercato

### Sessione estiva(dal 01/07 al 30/10)
| Acquisti | Acquisti             | Acquisti           | Acquisti   |
| R.       | Nome                 | da                 | Modalità   |
| -------- | -------------------- | ------------------ | ---------- |
| P        | Filippo Gragnoli     | Virtus Entella     | svincolato |
| P        | Gianmarco Leggiero   |                    | svincolato |
| P        | Davide Narduzzo      | Reggiana           | svincolato |
| D        | Edoardo Bedetti      | Pro Vercelli       | definitivo |
| D        | Alessandro Carminati | Mantova            | svincolato |
| D        | Marco Crocchianti    | Spezia             | definitivo |
| D        | Roberto De Angelis   | Cosenza            | prestito   |
| D        | Ricardo Farcas       | SPAL               | definitivo |
| D        | Riccardo Ilari       | Team Nuova Florida | svincolato |
| D        | Alessandro Martina   | Trapani            | svincolato |
| D        | Samuele Ruggeri      | Milan              | definitivo |
| D        | Filippo Sette        |                    | svincolato |
| D        | Leonardo Terigi      | Pistoiese          | svincolato |
| C        | Francesco Agnello    | Rimini             | svincolato |
| C        | Cristiano Bani       | Pro Vercelli       | definitivo |
| C        | Matteo Gerace        | Alessandria        | prestito   |
| C        | Adamu Haruna         | Spezia             | prestito   |
| C        | Denis Mahmudov       | Roeselare          | svincolato |
| C        | Gabriel Nunes        | Mantova            | svincolato |
| C        | Abdoul Aziz Sare     | SPAL               | prestito   |
| C        | Eros Schiavon        | Pro Vercelli       | definitivo |
| A        | Luca Forte           | Pescara            | svincolato |
| A        | Gabriele Gibilterra  | Foggia             | svincolato |
| A        | Marco Guidone        | Padova             | svincolato |
| A        | Guglielmo Mignani    | Fiorentina         | svincolato |
| A        | Marcos Sartor        | Torres             | svincolato |

| Cessioni | Cessioni | Cessioni | Cessioni |
| R.       | Nome     | a        | Modalità |
| -------- | -------- | -------- | -------- |

### Sessione invernale(dal 01/12 al 26/02)
| Acquisti | Acquisti          | Acquisti  | Acquisti   |
| R.       | Nome              | da        | Modalità   |
| -------- | ----------------- | --------- | ---------- |
| D        | Matej Pavlak      | Vukovar   | definitivo |
| C        | Andrea De Falco   | Viterbese | svincolato |
| C        | Giuseppe D'Iglio  | Piacenza  | svincolato |
| C        | Rokas Krusnauskas | Ganjasar  | svincolato |
| C        | Artūras Žulpa     | Jetisý    | svincolato |
| A        | Luca Orlando      | Savoia    | svincolato |
| A        | Fabio Padulano    | Bisceglie | svincolato |

| Cessioni | Cessioni      | Cessioni    | Cessioni   |
| R.       | Nome          | a           | Modalità   |
| -------- | ------------- | ----------- | ---------- |
| C        | Matteo Gerace | Borgosesia  | prestito   |
| C        | Gabriel Nunes | Trento      | svincolato |
| A        | Marcos Sartor | Latte Dolce | svincolato |

### Operazioni successive alla sessione invernale
| Acquisti | Acquisti         | Acquisti | Acquisti   |
| R.       | Nome             | da       | Modalità   |
| -------- | ---------------- | -------- | ---------- |
| D        | Vincenzo Guarino |          | svincolato |
| C        | Stefano Guberti  |          | svincolato |

| Cessioni | Cessioni          | Cessioni          | Cessioni   |
| R.       | Nome              | a                 | Modalità   |
| -------- | ----------------- | ----------------- | ---------- |
| D        | Edoardo Bedetti   |                   | svincolato |
| D        | Artūras Žulpa     |                   | svincolato |
| A        | Rokas Krusnauskas | Hegelmann Litauen | svincolato |
| A        | Denis Mahmudov    |                   | svincolato |

## Risultati

### Serie D

#### Girone di andata
| Arbitro: | Dorillo (Torino) |

|                |           |              |
| Sartor 4’, 50’ | Marcatori | 81’ De Sousa |

| Arbitro: | Gangi (Enna) |

|  |           |            |
|  | Marcatori | 21’ Sartor |

| Arbitro: | Leone (Barletta) |

|           |           |                                    |
| Forte 82’ | Marcatori | 58’ Traini 62’ Briganti 83’ Peluso |

| Arbitro: | Tagliente (Brindisi) |

|          |           |                                   |
| Sirbu 8’ | Marcatori | 58’ Guidone 66’ Forte 73’ Ruggeri |

| Arbitro: | Marchioni (Rieti) |

|  |           |                    |
|  | Marcatori | 79’ (rig.) Baccini |

| Arbitro: | Campobasso (Formia) |

|            |           |                      |
| Romano 86’ | Marcatori | 18’ Bani 56’ Guidone |

| Arbitro: | Gauzolino (Torino) |

|                     |           |  |
| Mahmudov 12’ (rig.) | Marcatori |  |

| Arbitro: | Frosi (Treviglio) |

|            |           |                                   |
| Ubaldi 84’ | Marcatori | 19’ Mignani 38’, 54’, 70’ Guidone |

| Siena 23 dicembre 2020, ore 14:30 CET 9ª giornata | Siena              | 0 – 0 | Follonica Gavorrano | Stadio Artemio Franchi (0 spett.)\| Arbitro: \| Mirabella (Napoli) \| |
| Arbitro:                                          | Mirabella (Napoli) |       |                     |                                                                       |

| Arbitro: | Bracaccini (Macerata) |

|                           |           |  |
| Rinaldini 27’ Bonechi 63’ | Marcatori |  |

| Arbitro: | Lipizer (Verona) |

|                                |           |                            |
| Martina 42’ Fumanti 57’ (aut.) | Marcatori | 48’ (rig.), 90+2’ Essoussi |

| Tavarnelle Val di Pesa 16 gennaio 2021, ore 14:30 CET 12ª giornata | San Donato Tavarnelle | 0 – 0 | Siena | Stadio Leonardo Pianigiani (0 spett.)\| Arbitro: \| Cadirola (Milano) \| |
| Arbitro:                                                           | Cadirola (Milano)     |       |       |                                                                          |

| Arbitro: | Bonacina (Bergamo) |

|                         |           |                                       |
| Mignani 12’ Guidone 72’ | Marcatori | 41’, 82’ Bertoldi 90+2’ (rig.) Milani |

| Arbitro: | Gianquinto (Parma) |

|            |           |  |
| Donati 74’ | Marcatori |  |

| Siena 3 febbraio 2021, ore 18:00 CET 15ª giornata | Siena                    | 0 – 0 | Foligno | Stadio Artemio Franchi (0 spett.)\| Arbitro: \| Fantozzi (Civitavecchia) \| |
| Arbitro:                                          | Fantozzi (Civitavecchia) |       |         |                                                                             |

| Arbitro: | Sicurello (Seregno) |

|                      |           |             |
| Corsetti 2’ Doka 89’ | Marcatori | 56’ Guidone |

| Siena 14 febbraio 2021, ore 14:30 CET 17ª giornata | Siena                    | 0 – 0 | Pianese | Stadio Artemio Franchi (0 spett.)\| Arbitro: \| Guida (Torre Annunziata) \| |
| Arbitro:                                           | Guida (Torre Annunziata) |       |         |                                                                             |

#### Girone di ritorno
| Arbitro: | Allegretta (Molfetta) |

|                                                    |           |             |
| Mastropietro 34’ (rig.) De Sousa 58’ Lazzeri 90+4’ | Marcatori | 70’ Guidone |

| Arbitro: | Gandino (Alessandria) |

|             |           |  |
| Guidone 32’ | Marcatori |  |

| Arbitro: | Iannello (Messina) |

|                                |           |                                |
| Dominici 52’ Valori 90’ (rig.) | Marcatori | 27’, 45+1’ Agnello 85’ Mignani |

| Arbitro: | Marangone (Udine) |

|                                    |           |                                |
| Guarino 75’ Haruna 78’ Guidone 82’ | Marcatori | 31’ Sirbu 33’ Ferrara 52’ Cruz |

| Arbitro: | Diop (Treviglio) |

|  |           |                |
|  | Marcatori | 63’ De Angelis |

| Arbitro: | Catanzaro (Catanzaro) |

|            |           |  |
| Guidone 4’ | Marcatori |  |

| Arbitro: | Di Loreto (Terni) |

|                         |           |  |
| Gambale 19’ Bassini 48’ | Marcatori |  |

| Arbitro: | D'Eusanio (Faenza) |

|                         |           |  |
| Guberti 27’ Terigli 75’ | Marcatori |  |

| Arbitro: | Vogliacco (Bari) |

|  |           |             |
|  | Marcatori | 64’ Orlando |

| Arbitro: | Gregoris (Pescara) |

|                         |           |                            |
| Guberti 36’ Guidone 39’ | Marcatori | 27’ Ortolini 83’ Marzeglia |

| Arbitro: | Burlando (Genova) |

|              |           |  |
| Essoussi 40’ | Marcatori |  |

| Arbitro: | Mastrodomenico (Policoro) |

|                  |           |                                               |
| Guidone 24’, 67’ | Marcatori | 45+1’ Regoli 78’ (rig.) Caciagli 84’ Di Santo |

| Arbitro: | Mucera (Palermo) |

|                        |           |                                |
| Roberti 30’ Milani 77’ | Marcatori | 67’ Agnello 72’ (rig.) Guberti |

| Arbitro: | De Angeli (Milano) |

|            |           |                                 |
| Farcas 42’ | Marcatori | 23’ Donati 78’ Biagi 79’ Jallow |

| Arbitro: | Luongo (Napoli) |

|           |           |                       |
| Broso 31’ | Marcatori | 28’ Agnello 79’ Ilari |

| Arbitro: | Rispoli (Locri) |

|                                                     |           |  |
| Guidone 29’ Haruna 39’ Agnello 53’ Orlando 76’, 80’ | Marcatori |  |

| Arbitro: | Di Cicco (Lanciano) |

|  |           |                                |
|  | Marcatori | 53’ Guidone 72’ (rig.) Guberti |

#### Play-off
| Arbitro: | Zanotti (Rimini) |

|                           |           |                    |
| Roberti 48’ Tajarol 90+1’ | Marcatori | 87’ (rig.) Guidone |

## Statistiche

### Statistiche di squadra
| Competizione | Punti | In casa | In casa | In casa | In casa | In casa | In casa | In trasferta | In trasferta | In trasferta | In trasferta | In trasferta | In trasferta | Totale | Totale | Totale | Totale | Totale | Totale | D.R. |
| Competizione | Punti | G       | V       | N       | P       | Gf      | Gs      | G            | V            | N            | P            | Gf           | Gs           | G      | V      | N      | P      | Gf     | Gs     | D.R. |
| ------------ | ----- | ------- | ------- | ------- | ------- | ------- | ------- | ------------ | ------------ | ------------ | ------------ | ------------ | ------------ | ------ | ------ | ------ | ------ | ------ | ------ | ---- |
| Serie D      | 53    | 17      | 6       | 6       | 5       | 25      | 21      | 17           | 9            | 2            | 6            | 23           | 19           | 34     | 15     | 8      | 11     | 48     | 40     | +8   |

### Andamento in campionato
| Giornata  | 1 | 2 | 3 | 4 | 5 | 6 | 7 | 8 | 9 | 10 | 11 | 12 | 13 | 14 | 15 | 16 | 17 | 18 | 19 | 20 | 21 | 22 | 23 | 24 | 25 | 26 | 27 | 28 | 29 | 30 | 31 | 32 | 33 | 34 |
| --------- | - | - | - | - | - | - | - | - | - | -- | -- | -- | -- | -- | -- | -- | -- | -- | -- | -- | -- | -- | -- | -- | -- | -- | -- | -- | -- | -- | -- | -- | -- | -- |
| Luogo     | C | T | C | T | C | T | C | T | C | T  | C  | T  | C  | T  | C  | T  | C  | T  | C  | T  | C  | T  | C  | T  | C  | T  | C  | T  | C  | T  | C  | T  | C  | T  |
| Risultato | V | V | P | V | P | V | V | V | N | P  | N  | N  | P  | P  | N  | P  | N  | P  | V  | V  | N  | V  | V  | P  | V  | V  | N  | P  | P  | N  | P  | V  | V  | V  |
| Posizione | 6 | 2 | 6 | 3 | 2 | 2 | 1 | 1 | 1 | 1  | 2  | 3  | 4  | 7  | 7  | 8  | 9  | 10 | 8  | 8  | 8  | 5  | 4  | 4  | 10 | 8  | 8  | 5  | 7  | 7  | 9  | 7  | 6  | 5  |

Legenda:

Luogo: C = Casa; T = Trasferta. Risultato: V = Vittoria; N = Pareggio; P = Sconfitta.